# Příčina
Příčina település Csehországban, Rakovníki járásban. Příčina Senec, Senomaty, Petrovice és Hvozd településekkel határos. Lakosainak száma 206 fő (2024. január 1.).

## Népesség
A település lakosságának változását az alábbi diagram mutatja:
| Lakosok száma | 332  | 361  | 416  | 307  | 207  | 164  | 194  | 207  | 203  | 206  |
|               | 1869 | 1890 | 1921 | 1950 | 1980 | 2001 | 2017 | 2019 | 2022 | 2024 |